# Cristian Pustai
Cristian Dumitru Pustai (n. 5 mai 1967, Mediaș, Sibiu, România) este un antrenor român de fotbal, de profesie profesor de matematică.
În cariera de jucător de fotbal a evoluat pe postul de atacant pentru echipele CS Gaz Metan Mediaș, Unirea Alba Iulia și Chimica Târnăveni.
Și-a început cariera de antrenor la Chimica Târnăveni, spre finalul ediției 1999–2000 a Diviziei B, când a condus aceasta echipă din postura de antrenor-jucător.

## Antrenor

### Gaz Metan Mediaș
În 2007 a devenit antrenorul echipei Gaz Metan Mediaș. Cele mai răsunătoare succese ale lui Pustai la conducerea lotului Gaz Metan au fost: promovarea în Liga I în sezonul 2007–2008 și calificarea în Europa League în 2011, după ce sezonul 2010-2011 l-a terminat pe locul 7, în această competiție mergând până în play-off. Calificarea în cupele europene a fost asigurată de retrogradarea vice-campioanei FC Politehnica Timișoara. În Europa League echipa medieșeană a reușit să învingă Mainz 05, dar a fost eliminată de Austria Viena.

### Pandurii Târgu Jiu
În 2013 Pustai a semnat cu Pandurii Târgu Jiu, devenind antrenorul acestei formații, cu care s-a calificat în Europa League în același an și cu care a obținut titlul de vice-campioană. El a adus în lotul gorjenilor unii dintre jucătorii pe care i-a antrenat și la Gaz Metan.

### FC Botoșani
Din octombrie 2015 Pustai a fost antrenorul echipei FC Botoșani. A fost demis în 2016, după o înfrângere de 2-1 în fața adversarilor de la CSU Craiova.